# Kolibřík velký
Kolibřík velký (Patagona gigas) je s průměrnou délkou 21,5 cm a hmotností mezi 18–20 g největším zástupcem čeledi kolibříkovitých. Jedná se též o jediného představitele rodu Patagona. 

## Popis
Svrchu je hnědý, spodina těla je u samců oranžová a u samic naoranžovělá. 

## Výskyt
Žije v suchých otevřených andských lesích a křovinatých porostech v nadmořské výšce mezi 2000–4300 m n. m., a to v rozmezí od jihozápadní Kolumbie až po střed Chile a Argentiny.